# Leonardo Frankenthal
Leonardo Frankenthal (São Paulo,15 de fevereiro de 1935 - São Paulo, 29 de maio de 2004) foi um advogado criminalista de renome no meio jurídico brasileiro. Bacharel em Direito pela Faculdade de Direito da Universidade de São Paulo, atuou em mais de 800 Júris durante sua carreira e abraçou causas de grande importância como a defesa do escritor Lourenço Diaferia e do delegado Sérgio Fleury.
Ao longo de sua carreira acumulou 36 diplomas. Reconhecido internacionalmente pelo seu zelo profissional, era membro da Sociète Internationale de Criminologie, de Paris e integrava a International Academy of Trial Lawyers, de Londres. Era conhecido como o Leão dos Tribunais.